# Oncocnemis glennyi
Oncocnemis glennyi är en fjärilsart som beskrevs av Augustus Radcliffe Grote 1873. Oncocnemis glennyi ingår i släktet Oncocnemis och familjen nattflyn. Inga underarter finns listade i Catalogue of Life.